# Eleonora d'Aragona (contessa di Caltabellotta)

Stemma Aragona di Sicilia

Eleonora d'Aragona (1346 – Giuliana, 1405) è stata una nobile italiana, contessa di Caltabellotta.

## Biografia
I suoi nonni erano il sovrano del Regno di Sicilia Federico III d'Aragona e la regina Eleonora d'Angiò, giacché era la figlia dell'infante Giovanni e di Cesarina Lancia, figlia di Pietro.
Sposò nella chiesa del Castello di Pietrarossa Guglielmo Peralta, conte di Caltabellotta. Fu una delle donne più potenti dell'isola poiché era proprietaria di un cospicuo numero di feudi, quali Adragna, Calatafimi, Calatamauro, Caltanissetta, Comicchio, Contessa, Giuliana e Sambuca. Fu la madre di Nicola Peralta.
Alla morte della regina Maria di Sicilia, avvenuta nel 1401, le succedette il marito Martino I il Giovane: la situazione non era chiara poiché Eleonora, cugina di Maria, vantava diritti al trono maggiori di lui.
La contessa morì nel 1405 a quasi 60 anni, età avanzata per l'epoca: nel suo testamento aveva nominato erede universale il prediletto nipote naturale Raimondetto Peralta. Tale scelta risultò però non gradita agli altri parenti.
Eleonora fu sepolta nell'Abbazia di Santa Maria del Bosco a Calatamauro, dove, anni dopo la sua morte, Francesco Laurana scolpì per il suo monumento funebre un celebre ritratto, oggi esposto alla Galleria regionale di Palazzo Abatellis, a Palermo.

## Ascendenza
|                         |   |                        | Genitori              |  |  | Nonni |  |  | Bisnonni              |  |  | Trisnonni           |  |
|                         |   |                        |                       |  |  |       |  |  | Pietro III di Aragona |  |  | Giacomo I d'Aragona |  |
|                         |   |                        |                       |  |  |       |  |  | Pietro III di Aragona |  |  | Giacomo I d'Aragona |  |
|                         |   | Iolanda d'Ungheria     |                       |  |  |       |  |  | Pietro III di Aragona |  |  |                     |  |
| Federico III di Sicilia |   |                        |                       |  |  |       |  |  | Pietro III di Aragona |  |  |                     |  |
|                         |   | Costanza II di Sicilia | Manfredi di Sicilia   |  |  |       |  |  |                       |  |  |                     |  |
|                         |   | Costanza II di Sicilia | Manfredi di Sicilia   |  |  |       |  |  |                       |  |  |                     |  |
|                         |   | Costanza II di Sicilia | Beatrice di Savoia    |  |  |       |  |  |                       |  |  |                     |  |
| Giovanni d'Aragona      |   | Costanza II di Sicilia |                       |  |  |       |  |  |                       |  |  |                     |  |
|                         |   | Carlo II di Napoli     | Carlo I d'Angiò       |  |  |       |  |  |                       |  |  |                     |  |
|                         |   | Carlo II di Napoli     | Carlo I d'Angiò       |  |  |       |  |  |                       |  |  |                     |  |
|                         |   | Carlo II di Napoli     | Margherita d'Angiò    |  |  |       |  |  |                       |  |  |                     |  |
| Eleonora d'Angiò        |   | Carlo II di Napoli     |                       |  |  |       |  |  |                       |  |  |                     |  |
|                         |   | Maria d'Ungheria       | Stefano V d'Ungheria  |  |  |       |  |  |                       |  |  |                     |  |
|                         |   | Maria d'Ungheria       | Stefano V d'Ungheria  |  |  |       |  |  |                       |  |  |                     |  |
|                         |   | Maria d'Ungheria       | Elisabetta dei Cumani |  |  |       |  |  |                       |  |  |                     |  |
| Eleonora d'Aragona      |   | Maria d'Ungheria       |                       |  |  |       |  |  |                       |  |  |                     |  |
|                         | … | …                      |                       |  |  |       |  |  |                       |  |  |                     |  |
|                         | … | …                      |                       |  |  |       |  |  |                       |  |  |                     |  |
|                         | … | …                      |                       |  |  |       |  |  |                       |  |  |                     |  |
| Pietro Lancia           | … |                        |                       |  |  |       |  |  |                       |  |  |                     |  |
|                         |   | …                      | …                     |  |  |       |  |  |                       |  |  |                     |  |
|                         |   | …                      | …                     |  |  |       |  |  |                       |  |  |                     |  |
|                         |   | …                      | …                     |  |  |       |  |  |                       |  |  |                     |  |
| Cesarina Lancia         |   | …                      |                       |  |  |       |  |  |                       |  |  |                     |  |
|                         |   | …                      | …                     |  |  |       |  |  |                       |  |  |                     |  |
|                         |   | …                      | …                     |  |  |       |  |  |                       |  |  |                     |  |
|                         |   | …                      | …                     |  |  |       |  |  |                       |  |  |                     |  |
| …                       |   | …                      |                       |  |  |       |  |  |                       |  |  |                     |  |
|                         |   | …                      | …                     |  |  |       |  |  |                       |  |  |                     |  |
|                         |   | …                      | …                     |  |  |       |  |  |                       |  |  |                     |  |
|                         |   | …                      | …                     |  |  |       |  |  |                       |  |  |                     |  |
|                         |   | …                      |                       |  |  |       |  |  |                       |  |  |                     |  |